# Abasan as-Saghira
Abasan as-Saghira (arab. عبسان الصغيرة) – wieś w Autonomii Palestyńskiej (południowa Strefa Gazy, muhafaza Chan Junus). Według danych szacunkowych na rok 2012 liczy 7 228 mieszkańców.